# سنجاي خان
سنجاي خان (संजय ख़ान) ممثل هندي من مواليد 3 يناير 1941 في غالور في الهند هو الاخ الأصغر للنجم الراحل
فيروز خان دخل عالم بوليوود سنة 1964 في فيلم هكيكت، في سنة 1977 انجب ابنته الكبرى سوزان خان زوجة هريتيك روشان وانجب زايد خان سنة 1980 حتى الآن لا يقوم باي عمل اخر افلامه تعود إلى سنة 1986 في فيلم كالا دهاندا كوراي لوغ.

## وصلات خارجية
- سنجاي خان على موقع IMDb (الإنجليزية)
- سنجاي خان على موقع أول موفي (الإنجليزية)
- سنجاي خان على موقع قاعدة بيانات الفيلم (الإنجليزية)
- سنجاي خان على موقع كينوبويسك (الروسية)